# Ресурс
Ресурсите са източници за покритие на нуждите и потребностите на населението. Може да се разглеждат по много начини: като природни ресурси, също виж термина човешки ресурси, туристически ресурс, ресурс в икономиката и други. Термини като природни ресурси включват производство на ресурси и постигане на желания резултат. Ресурсите са свързани и с темата за тяхното добиване и създаване на производствени продукти.
В икономически аспект, ресурсите се делят на:
- Природни ресурси
- Капиталови ресурси
- Човешки ресурси
- Предприемачество
- Информационни ресурси

Ползите от използването на ресурси могат да включват още: повишаване на социалния статус, правилно функциониране на дадена система и по-голямо благополучие. От човешка гледна точка, природен ресурс е всяко нещо, добито от околната среда с цел удовлетворяване на човешките потребности. В биологията, тоест от по-широка биологична или екологична гледна точка, биологическият ресурс задоволява нуждите на даден жив организъм. В областта на технологиите, с времето и развиването на самите технологии, даден предмет може да се превърне в ресурс при правилна експлоатация и достигане на неговия опитимален статус на употреба.